# U-367
| U-367                      | U-367                                                          | U-367                                                          |
| -------------------------- | -------------------------------------------------------------- | -------------------------------------------------------------- |
|                            |                                                                |                                                                |
|                            |                                                                |                                                                |
|                            |                                                                |                                                                |
| Під прапором               | Третій рейх                                                    | Третій рейх                                                    |
| Спуск на воду              | 11 червня 1943 року                                            | 11 червня 1943 року                                            |
| Виведений зі складу флоту  | 15 березня 1945 року                                           | 15 березня 1945 року                                           |
| Сучасний статус            | затоплений                                                     | затоплений                                                     |
| Проєкт                     |                                                                |                                                                |
| Тип ПЧ                     | Торпедний ДПЧ                                                  | Торпедний ДПЧ                                                  |
| Основні характеристики     |                                                                |                                                                |
| Швидкість (надводна)       | 17,7 вузлів                                                    | 17,7 вузлів                                                    |
| Швидкість (підводна)       | 7,6 вузлів                                                     | 7,6 вузлів                                                     |
| Робоча глибина занурення   | 100 м                                                          | 100 м                                                          |
| Гранична глибина занурення | 220 м                                                          | 220 м                                                          |
| Екіпаж                     | 44 осіб                                                        | 44 осіб                                                        |
| Розміри                    |                                                                |                                                                |
| Довжина найбільша (по КВЛ) | 67,1 м                                                         | 67,1 м                                                         |
| Ширина корпусу найб.       | 6,2 м                                                          | 6,2 м                                                          |
| Висота                     | 9,6 м                                                          | 9,6 м                                                          |
| Середня осадка (по КВЛ)    | 4,70 м                                                         | 4,70 м                                                         |
| Водотоннажність надводна   | 769 т                                                          | 769 т                                                          |
| Озброєння                  |                                                                |                                                                |
| Артилерія                  | одна палубна гармата калібру 88-мм, одна 20-мм зенітна гармата | одна палубна гармата калібру 88-мм, одна 20-мм зенітна гармата |
| Торпедно- мінне озброєння  | 4 носових і один кормовий ТА. 14 торпед або 26 мін             | 4 носових і один кормовий ТА. 14 торпед або 26 мін             |

U-367 — німецький підводний човен типу VIIC, часів Другої світової війни.
Замовлення на будівництво човна було віддане 25 серпня 1941 року. Човен був закладений на верфі суднобудівної компанії «Flensburger Schiffsbau-Ges» у Фленсбурзі 6 липня 1942 року під заводським номером 490, спущений на воду 11 червня 1943 року, 27 серпня 1943 року увійшов до складу 23-ї флотилії. Також за час служби входив до складу 31-ї флотилії.
Затонув 15 березня 1945 року у Балтійському морі біля міста Гель (54°36′ пн. ш. 18°52′ сх. д. / 54.600° пн. ш. 18.867° сх. д.) підірвавшись на міні встановленій радянським підводним човном Л-21 за два дні до цього. Всі 43 члени екіпажу загинули.

## Командири
- Оберлейтенант-цур-зее Ульріх Гаммер (27 серпня 1943 — 5 січня 1944)
- Оберлейтенант-цур-зее Клаус Бекер (6 січня — березень 1944)
- Оберлейтенант-цур-зее Гассо Штегеманн (березень 1944 — 15 березня 1945)